# Juliane Seyfarth
Juliane Seyfarth, född den 19 februari 1990, är en tysk backhoppare som ingick i det tyska lag som vann guld i lagtävlingen för damer vid Världsmästerskapen i nordisk skidsport 2019.
Seyfarth tävlade i de Olympiska vinterspelen 2018 och 2022.

### Fotnoter
1. ↑  ”Seyfarth Juliane - Biographie”. data.fis-ski.com. FIS. https://www.fis-ski.com/DB/general/athlete-biography.html?sector=JP&competitorid=97562. Läst 26 februari 2019.
2. ↑  Ladies Normal Hill Team. FIS NORDIC WORLD SKI CHAMPIONSHIPS 2019. Läst 26 februari 2019.
3. ↑  Juliane SEYFARTH. Olympic.org. Läst 26 februari 2019.